# Fitzwilliamovo muzeum
Fitzwilliamovo muzeum, anglicky Fitzwilliam Museum, je muzeum umění a starověkých památek Univerzity v Cambridge, ležící na ulici Trumpington Street naproti Fitzwilliam Street, ve středu anglického města Cambridge. V sezóně 2011–2012 uměleckou instituci s volným vstupem navštívilo 470 tisíc osob.
Muzeum představuje hlavní základnu konsorcia University of Cambridge Museums tvořeného osmi cambridgeskými muzei. Konsorcium je začleněno do projektu šestnácti partnerských institucí, jenž byl založen Anglickou uměleckou radou na podporu rozvoje muzejního sektoru.

## Založení a zázemí
Muzeum bylo založeno v roce 1816 z odkazu knihovny a uměleckých sbírek věnovaných irským mecenášem Richardem FitzWilliamem, 7. vikomtem FitzWilliamem (1745–1816). Dědictví také zahrnovalo 100 tisíc liber na stavbu podstatné části zázemí muzea. Sbírky byly původně vystaveny v budově staré Perse School na ulici Free School Lane. V roce 1842 došlo k jejich přestěhování do Old Schools, která v dané době sloužila jako univerzitní knihovna. Novou budovu v neoklasicistním stylu pro účely muzea navrhl architekt George Basevi a dokončil ji Charles Robert Cockerell. K otevření došlo roku 1848. Vstupní halu, zpřístupněnou v roce 1875, projektoval architekt Edward Middleton Barry.
Další rozsáhlou část dědictví zahrnující sbírku 84 obrazů a částku 80 tisíc liber odkázal univerzitě v roce 1912 anglicko-irský velkostatkář Charles Brinsley Marlay (1831–1912). Dvoupodlažní nástavbu muzejní budovy z roku 1931 částečně financovala Courtauldova rodina.

## Sbírky
Muzeum se skládá z pěti oddělení: starověké památky, užité umění, mince a medaile, rukopisy a tištěné knihy a také malby, kresby a tisky.

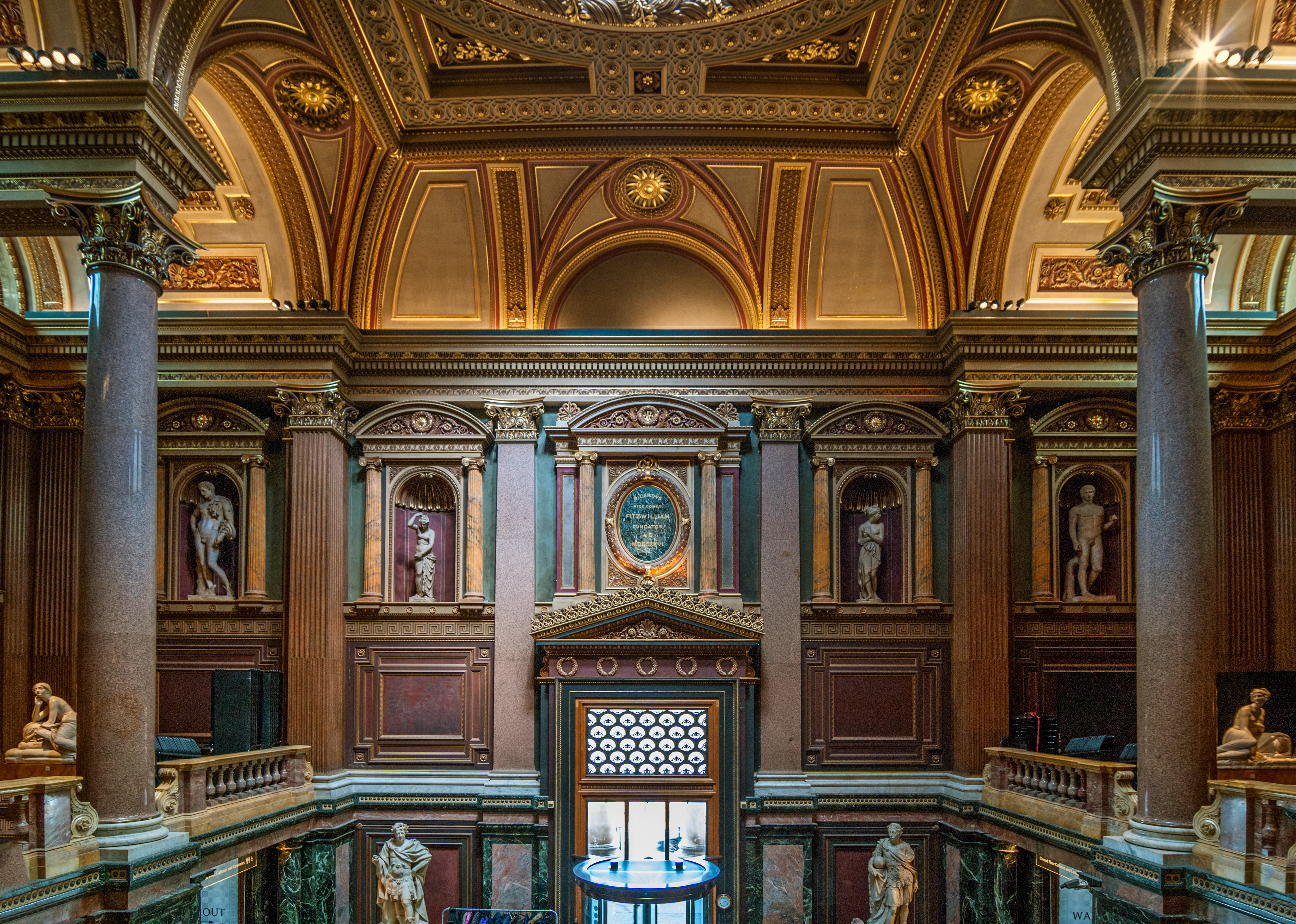
Vstupní hala muzea

Umělecké expozice starověké části zahrnují artefakty Núbie, starověkého Egypta, Řecka, Říma a římské provincie Aegyptus, rovněž představují díla západní Asie a nová galerie se zaměřuje na kyperskou kulturu. Užité umění obsahuje anglické a evropské kontinentální hrnčířství se sklářstvím, nábytkářstvím, hodinářstvím, vějíři, brněními, čínskou, japonskou a korejskou uměleckou tvorbou, koberci a kolekcí vzorků. Sekce rukopisů a tištěných knih je prezentována iluminovanými, knižními a hudebními manuskripty, stejně jako vzácnými tištěnnými knihami.
V muzeu jsou vystavena malířská díla autorů, jakými byli Simone Martini, Domenico Veneziano, Tizian, Veronese, Rubens, Van Dyck, van Goyen, Frans Hals, Canaletto, Hogarth, Gainsborough, Constable, Monet, Degas, Renoir, Cézanne či Picasso a uvádí expozici umění 20. století. Mezi přední díla se řadí basreliéfy Persepole.

### Hudební rukopisy

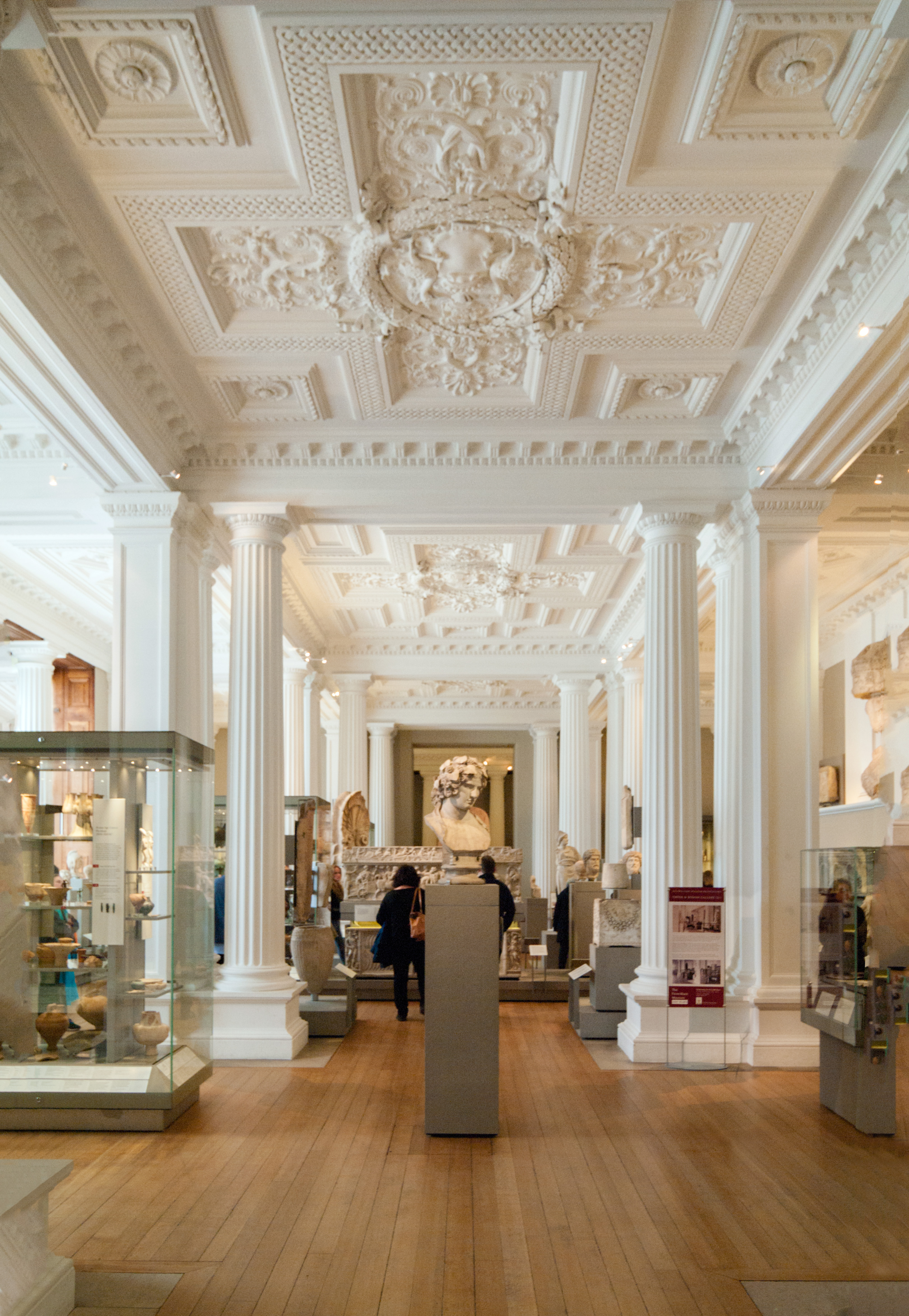
Mramorová busta Antinoose

V muzeu se nacházejí rozsáhlé kolekce alžbětinských virginalských hudebních rukopisů ze 16. století napsaných dobovými skladateli Williamem Byrdem, Johnem Bullem, Orlandem Gibbonsem a Thomasem Tallisem.

### Egyptská sbírka
Egyptská sbírka byla znovuotevřena po dvouleté renovaci, konzervaci a výzkumné činnosti v roce 2006.

### Malby
Muzeum představuje rozsáhlou expozici děl anglického krajináře Williama Turnera, jejíž základ vytvořila série dvaceti pěti akvarelů darovaných univerzitě roku 1861 Johnem Ruskinem. Tehdejší ředitel muzea sir Sydney Cockerell pokračoval v získání dalších osmi Turnerových akvarelů a některých jeho spisů.
Část položek byla muzeu zapůjčena univerzitními kolejemi, například soubor impresionistických maleb vlastněných King's College, jenž zahrnuje Cézannův obraz Únos a studii pro Nedělní odpoledne na ostrově Grande Jatte od Seurata.
Kolekce prerafaelitů zahrnuje jednu z verzí obrazu Poslední z Anglie od Forda Madoxe Browna.
Angloameričané
- Benjamin West – 2 malby.

Holandská škola
- Aelbert Cuyp – 1 malba;
- Gerrit Dou – 3 malby;
- Frans Hals – 1 malba;
- Meyndert Hobbema – 2 malby;
- Adriaen van Ostade – 2 malby;
- Rembrandt – 1 malba;
- Jacob van Ruisdael – 5 maleb;
- Salomon van Ruysdael – 1 malba;
- Jan Steen – 3 malby;
- Adriaen van de Velde – 1 malba;
- Willem van de Velde mladší – 1 malba;
- Jan Weenix – 1 malba;
- Philip Wouwerman – 2 malby.

Anglická škola
- William Beechey – 1 malba;

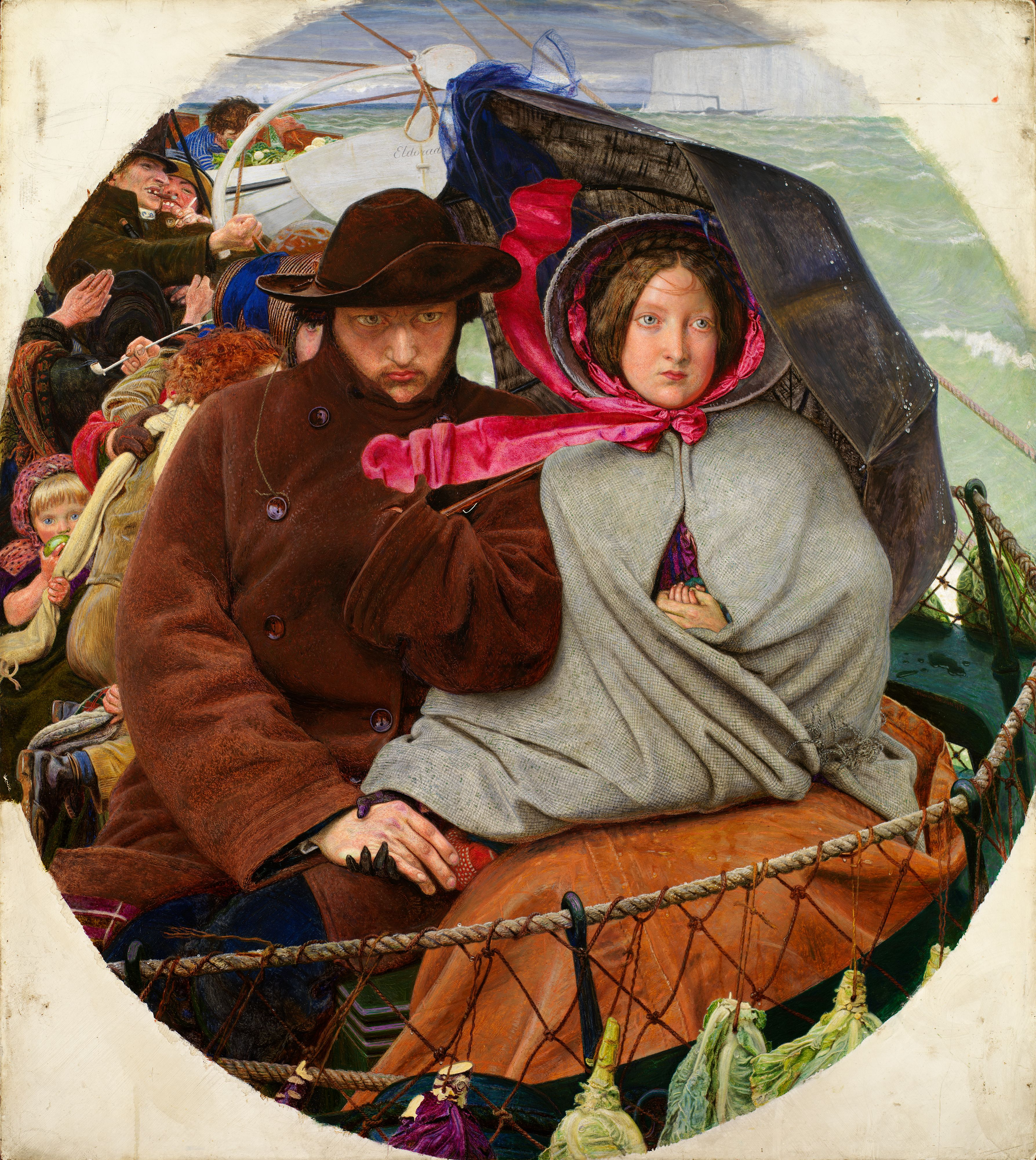
Ford Madox Brown: Poslední z Anglie

- William Blake – 4 malby, stovky akvarelů, kreseb, tisků;
- John Constable – 12 maleb;
- Thomas Gainsborough – 8 maleb;
- William Hogarth – 9 maleb;
- John Hoppner – 1 malba;
- Sir Godfrey Kneller – 15 maleb;
- Edwin Henry Landseer – 1 malba;
- Thomas Lawrence – 1 malba;
- Peter Lely – 1 malba;
- Joshua Reynolds – 4 malby;
- Joseph Stannard – 1 malba;
- George Stubbs – 3 malby;
- William Turner – 1 malba.

Vlámská škola
- Jan Brueghel starší – 5 maleb;
- Pieter Bruegel – 1 malba;
- Frans Francken mladší – 1 malba;
- Jan Mabuse – 1 malba;
- Peter Paul Rubens – 14 malby;
- David Teniers mladší – 2 malby;
- Anthonis van Dyck – 5 maleb.

Francouzská škola
- Eugène Delacroix – 4 malby;
- François Boucher – 1 malba;
- Camille Corot – 3 malby;
- Edgar Degas – 7 maleb;
- Gaspard Dughet – 3 malby;
- Paul Gauguin – 1 malba;
- Claude Lorrain – 1 malba;
- Jean-Baptiste Greuze – 1 malba;
- Jean-Étienne Liotard – 2 malby;
- Claude Monet – 4 malby;
- Camille Pissarro – 6 maleb;
- Nicolas Poussin – 1 malba;
- Auguste Renoir – 11 maleb;
- Théodore Rousseau – 3 malby;
- Georges Seurat – 1 malba;
- Jean-François de Troy – 1 malba;
- Vincent van Gogh – 1 malba.

Německá škola
- Hans Holbein mladší – 2 malby.

Italská škola
- Alessandro Allori – 1 malba;
- Jacopo Bassano – 2 malby;
- Canaletto – 6 maleb;

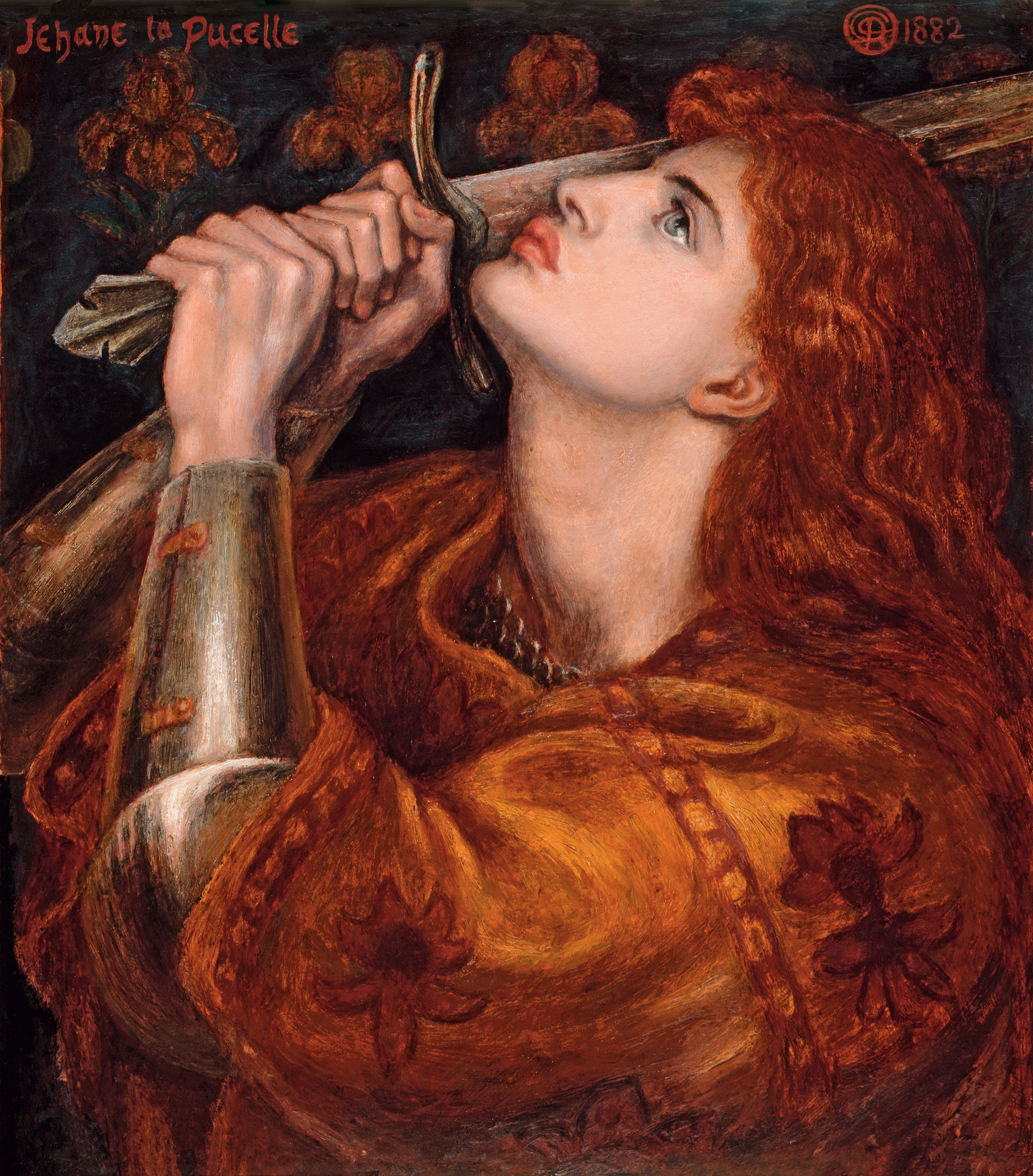
Dante Gabriel Rossetti: Joan of Arc, 1882

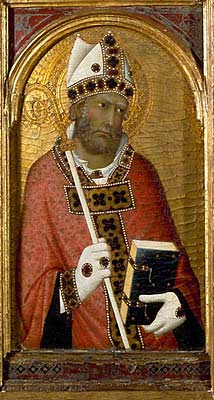
Simone Martini: Saint Geminianus, z pentaptychu (c. 1284–1344)

- Annibale a Lodovico Carracci – 4 malby;
- Bernardo Daddi – 1 malba;
- Carlo Dolci – 3 malby;
- Domenichino – 1 malba;
- Duccio di Buoninsegna – 1 malba;
- Gentile da Fabriano – 1 malba;
- Domenico Fetti – 5 maleb;
- Raffaellino del Garbo – 1 malba;
- Lattanzio Gambara – 8 maleb;
- Luca Giordano – 12 maleb;
- Guercino – 1 malba;
- Pietro Longhi – 2 malby;
- Lorenzo Lotto – 1 malba;
- Andrea Mantegna – 9 pláten známých jako Caesarův triumf
- Parmigianino – 2 malby a 30 kreseb;
- Palma il Vecchio – 2 malby;
- Perugino – 1 malba;
- Francesco Pesellino – 1 malba;
- Raffael Santi – 8 maleb;
- Raffaellino del Garbo – 1 malba;
- Guido Reni – 1 malba;
- Sebastiano Ricci – 9 maleb;
- Giulio Romano – 6 maleb;
- Andrea Sacchi – 130 maleb;
- Andrea del Sarto – 2 malby;
- Zanobi Strozzi – 1 malba;
- Tintoretto – 5 maleb;
- Tizian – 4 maleb;
- Perin del Vaga – 2 malby;
- Giorgio Vasari – 1 malba;
- Paolo Veronese – 3 malby;
- Antonio Verrio – 1 malba;
- Federico Zuccari – 1 malba;
- Francesco Zuccarelli – 27 maleb.

### Michelangelovy bronzové sochy

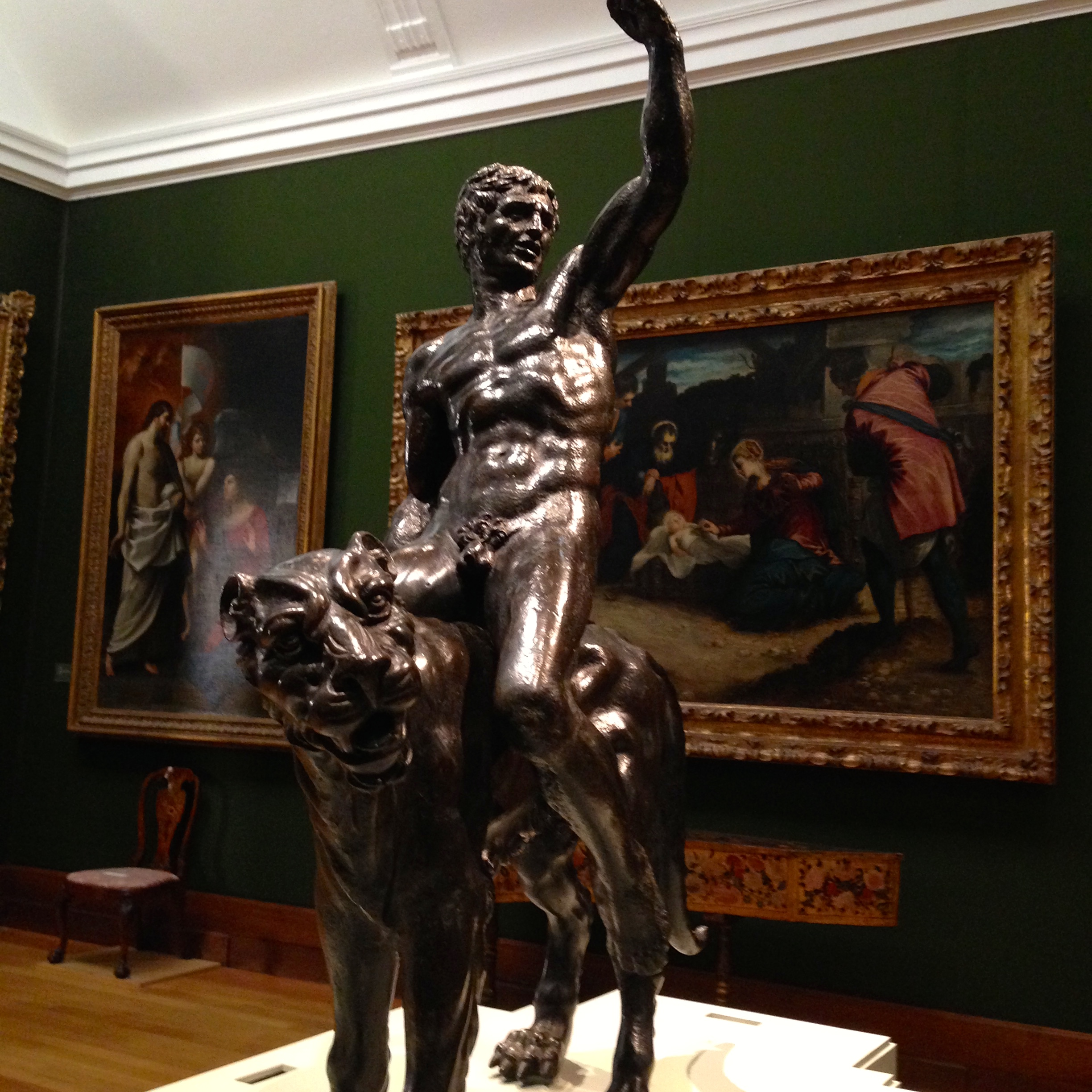
Rothschildova bronzová socha

V roce 2015 muzeum představilo dvojici bronzových soch, sedících opilých jezdců na panterech, nazvaných podle jednoho z předchozích majitelů Rothschildovy bronzové sochy, jejichž autorem by mohl být renesanční umělec Michelangelo. Pokud by se předpoklad potvrdil, staly by se skulptury jedinými dochovanými bronzovými sochami tohoto umělce.
Profesor dějin umění cambridgeské univerzity Paul Joannides vyjádřil spojitost soch s jednou z Michelangelových kreseb ze studentského období, vystavenou v montpellierském Musée Fabre, která zachycuje stejné subjekty se shodným držením těla. Neutronový sken datoval vznik plastik do první dekády 16. století.

### Ztráty
Jeden z návštěvníků rozbil 25. ledna 2006 tři velké orientální porcelánové vázy, které si vyžádaly rozsáhlou opravu. Večer 13. dubna 2012 došlo k odcizení osmnácti čínských uměleckých děl. Zloději byli dopadeni a odsouzeni k celkovému trestu osmnácti let vězení.

## Ředitelé

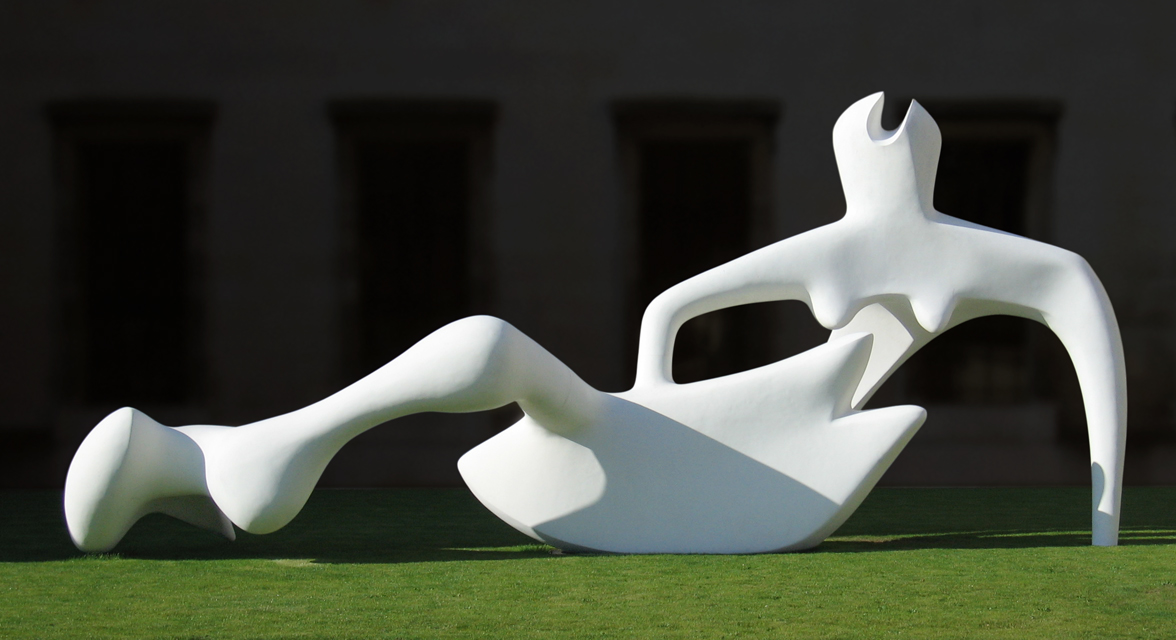
Henry Moore, plastika Large Reclining Figure, 1984 (dle menšího modelu z roku 1938), v exteriéru před muzeem od roku 2004

- Sidney Colvin, 1876–1884
- Sir Charles Waldstein, 1883–1889
- John Henry Middleton, 1889–1892

- Montague Rhodes James, 1893–1908
- Sir Sydney Cockerell, 1908–1937
- L.C.G. Clarke, 1937–1946
- Carl Winter, 1946–1966
- Sir David Piper, 1966–1973
- Michael Jaffé, 1973–1990
- Simon Swynfen Jervis, 1990–1995
- Duncan Robinson, 1995–2007
- Timothy Potts,[14] 2007–2012
- Tim Knox,[15] 2012–2018